# Ronde van Singkarak
De Ronde van Singkarak (Tour de Singkarak) is een meerdaagse wielerwedstrijd die jaarlijks wordt verreden op het vasteland van West-Sumatra, Indonesië. De Ronde van Singkarak maakt deel uit van de UCI Asia Tour en heeft een 2.2-status in deze competitie. De wedstrijd duurt ongeveer een week.
Aan de wedstrijd wordt meestal door een internationaal gezelschap wielrenners deelgenomen, waaronder ook altijd enkele grotere Europese ploegen, die de wedstrijd gebruiken als voorbereiding op het Europese seizoen.

## Winnaars

### Meervoudige winnaars
| Overwinningen | Renner         | Land      | Jaren            |
| ------------- | -------------- | --------- | ---------------- |
| 3             | Ghader Mizbani | Iran      | 2009, 2010, 2013 |
| 2             | Jesse Ewart    | Australië | 2018, 2019       |

### Overwinningen per land
| Overwinningen | Land      |
| ------------- | --------- |
| 8             | Iran      |
| 2             | Australië |
| 1             | Spanje    |

2005 · 
2006 · 
2007 · 
2008 · 
2009 · 
2010 · 
2011 · 
2012 · 
2013 · 
2014 ·
2015 ·
2016 ·
2017 ·
2018 ·
2019 ·
2020 ·
2021 ·
2022 ·
2023 · 
2024 · 
2025
Belangrijkste wedstrijden

Ronde van Hainan · Japan Cup · Ronde van Sharjah · Ronde van het Taihu-meer · Ronde van Fuzhou · Ronde van Dubai · Ronde van Qatar · Ronde van Oman · Ronde van Langkawi · Ronde van Taiwan · Ronde van Iran · Ronde van Japan · Ronde van Korea · Ronde van het Qinghaimeer · Ronde van China I · Ronde van China II · Ronde van Almaty